# Zweiter Japanisch-Chinesischer Krieg
1937–1939

Marco-Polo-Brücke – Peking-Tianjin – Chahar – Shanghai (Sihang-Lagerhaus) – Peking-Hankou-Eisenbahn – Tianjin-Pukou-Eisenbahn – Taiyuan (Pingxingguan, Xinkou) – Nanking – Xuzhou (Tai’erzhuang) – Henan – Lanfeng – Amoy – Überflutung des Gelben Flusses – Wuhan (Wanjialing) – Canton – Hainan – Nanchang – (Xiushui) – Chongqing – Suixian-Zaoyang – (Shantou) – Changsha (1939) – Süd-Guangxi – Winteroffensive (Kunlun-Pass) – (Wuyuan)
1940–1942

Zaoyang-Yichang – Hundert Regimenter – Zentral-Hubei – Süd-Henan – West-Hebei – Shanggao – Shanxi – Changsha (1941) – Changsha (1942) – Yunnan-Burma-Straße – Zhejiang-Jiangxi – Sichuan
1943–1945

West-Hubei – Nord-Burma und West-Yunnan – Changde – Ichi-gō – Henan – Changsha (1944) – Guilin–Liuzhou – West-Henan und Nord-Hubei – West-Hunan – Guangxi (1945) – Mandschukuo (1945)
Als Zweiten Japanisch-Chinesischen Krieg (bzw. Zweiten Sino-Japanischen Krieg) bezeichnet man den umfassenden Krieg der Japaner in China, der am 7. Juli 1937 begann und bis zum 9. September 1945 dauerte. Nach dem Angriff der Japaner auf Pearl Harbor am 7. Dezember 1941, Kriegseintritt der USA, war er ein Schauplatz des Pazifikkrieges und damit Teil des Zweiten Weltkrieges.
In der Volksrepublik China und der Republik China ist „Antijapanischer Krieg“ (chinesisch 抗日戰爭 / 抗日战争, Pinyin kàngrì zhànzhēng – „Widerstandskrieg gegen Japan“) die offizielle Bezeichnung des Krieges. Diese Bezeichnung wird aber auch in anderen südostasiatischen Ländern für den eigenen Widerstand gegen die japanische Besatzung verwendet. In China wird der Krieg auch schlicht als „Krieg des Widerstands“ bzw. „Widerstandskrieg“ (抗戰 / 抗战,  kàngzhàn) bezeichnet.
In Japan ist der Krieg als Japanisch-Chinesischer Krieg (jap. 日中戦争, Nicchū Sensō) oder auch als HEI, Operation C oder Invasion in China bekannt. In der westlichen Welt ist auch die Bezeichnung Zweiter Sino-Japanischer Krieg verbreitet.

## Hintergrund

### Politische Vorgeschichte
Nach dem Ersten Japanisch-Chinesischen Krieg von 1894–1895 annektierte das Kaiserreich Japan Taiwan. Im Vertrag von Shimonoseki vermittelten die europäischen Mächte den Frieden zwischen dem Kaiserreich China und dem Kaiserreich Japan. Obwohl Japan gehofft hatte, in der Mandschurei stärkeren Einfluss zu gewinnen, setzte sich das Russische Reich durch und erhielt die Konzession für die Mandschurische Eisenbahn sowie Port Arthur als Pachthafen. Japans Interesse für die rohstoffreiche Mandschurei stand russischen Interessen entgegen, und so kam es 1904 zum Russisch-Japanischen Krieg, den Japan für sich entscheiden konnte. Russland musste die Mandschurei aufgeben, und Japan baute die Südmandschurische Eisenbahn, die von der Kwantung-Armee beschützt wurde und Rohstoffe nach Korea transportieren sollte. Korea wurde 1905 japanisches Protektorat und 1910 annektiert.
Die Weltwirtschaftskrise von 1929 hatte auch Japan schwer in Mitleidenschaft gezogen. Eine Lösung für die Wirtschaftskrise sahen viele Politiker und Militärs in einer Intensivierung der kolonialen Bestrebungen. Diese richteten sich vor allem gegen die Mandschurei.
Um einen Vorwand für den Einmarsch in die Mandschurei zu schaffen, sprengten Agenten der Kwantung-Armee (Doihara Kenji, Amakasu Masahiko) am 18. September 1931 bei der Stadt Mukden die Strecke der Südmandschurischen Eisenbahn. Das japanische Militär machte daraufhin China für die Beschädigung der Eisenbahnstrecke verantwortlich. Nach diesem sogenannten Mukden-Zwischenfall wurde die Mandschurei durch die japanische Armee besetzt. Koordinierte Gegenwehr von Seiten der Chinesen gab es nicht, da sich das Land mitten im Chinesischen Bürgerkrieg zwischen Kuomintang und Kommunisten befand. Einzelne chinesische Warlords leisteten den Japanern erfolglos Widerstand. Japan errichtete den Marionettenstaat Mandschukuo, um die besetzten Gebiete zu verwalten. Japanische Armee und Flotte unterstanden direkt dem Kaiser, hatten sich zu diesem Zeitpunkt bereits weitgehend der Kontrolle durch das Parlament und die Regierung entzogen und gingen in China auf eigene Faust vor. Nach dem Erfolg in der Mandschurei konnte das Militär diese Politik im Nachhinein rechtfertigen und gewann so immer stärkeren Einfluss auf die japanische Politik.
China wehrte sich mit einem Handelsboykott gegen Japan und weigerte sich, die Fracht japanischer Schiffe zu löschen. Dies hatte zur Folge, dass die japanischen Exporte auf ein Sechstel zurückgingen. Dies heizte die Stimmung in Japan an. Vor allem ein Zwischenfall, bei dem 1932 in Shanghai fünf japanische Mönche misshandelt wurden (ein Mönch erlag später seinen Verletzungen), wurde von den japanischen Medien aufgegriffen und schürte den Zorn in der japanischen Bevölkerung. Am 29. Januar bombardierte Japan daraufhin China und es kam zur ersten Schlacht um Shanghai, wo es zum ersten Flächenbombardement gegen eine Zivilbevölkerung kam. Schätzungen sprechen von etwa 18.000 getöteten Chinesen und 240.000 Obdachlosen. China sah sich gezwungen, den Handelsboykott aufzuheben. Um Shanghai wurde eine demilitarisierte Zone errichtet. Im Mai 1932 vereinbarten die beiden Parteien einen Waffenstillstand, doch die Japaner setzten ihren Vormarsch fort. 1933 wurden die Provinzen Rehe und Chahar besetzt, 1935 musste China einer Pufferzone zwischen Mandschukuo und Peking zustimmen, in der die Japaner den aus kollaborierenden chinesischen Militärs bestehenden Autonomen Militärrat von Ost-Hopei (Hebei) einsetzten. 1936 wurden Teile der Inneren Mongolei besetzt.
Als der Völkerbund gegen das japanische Vorgehen protestierte, trat Japan aus dem Völkerbund aus. Erstmals zeigte sich hier, dass der Völkerbund keine Mittel hatte, um bewaffnete Konflikte zu beenden oder zu verhindern.
1936 unterzeichneten Japan und das Deutsche Reich den Antikominternpakt, der sich gegen die kommunistische Internationale (Komintern) richtete. Dieser Pakt hatte vor allem symbolische Bedeutung. 1937 traten Italien und während des Zweiten Weltkriegs weitere europäische Staaten dem Pakt bei.
Es kam immer wieder zu Übergriffen der Japaner auf die chinesische Zivilbevölkerung. Die Chinesen erwarteten ein Einschreiten von Generalissimus Chiang Kai-shek. Er konzentrierte sich aber auf den Kampf gegen die Kommunisten und ließ die Japaner vorerst gewähren, um seine Truppen zu schonen. Seine Motive sind unter den Historikern umstritten. Einige vermuteten, er habe die japanische Armee gefürchtet, andere verdächtigten ihn der Kollaboration mit den Japanern. Andererseits sah er die Kommunisten als die größere Gefahr im Kampf um China an. Erst als er von seinen eigenen Kommandeuren Zhang Xueliang und Yang Hucheng entführt wurde (Zwischenfall von Xi’an), gab er der Forderung nach und unterzeichnete ein Waffenstillstandsabkommen mit den Kommunisten. Daraufhin bildete sich die zweite Einheitsfront der Nationalisten und Kommunisten; diesmal gegen die Japaner.

### Militärische Kräfteverhältnisse und Planungen
Teile der Führung der chinesischen Nationalbewegung waren seit den 20er-Jahren überzeugt, dass ein Krieg gegen Japan in China aufgrund der divergierenden Interessenlagen der beiden Regierungen unvermeidlich sei. Der aggressiven Landnahmepolitik der Japaner in Nordchina begegnete Chiang Kai-shek mit Appeasement, um den eigenen Staat und das Militär zu konsolidieren. Chiang trieb mit Hilfe der deutschen Militärmission in China ab 1933 die Modernisierung der Guomindang-Streitkräfte voran. Ein vom Chef der deutschen Militärmission Hans von Seeckt 1935 vorgelegter Plan sah den Aufbau einer modernen, mobilen und einheitlichen Guomindang-Armee vor, die rund 60 Divisionen umfassen sollte und bis 1938 abgeschlossen sein sollte. Vor Kriegsbeginn hatten die Nationalisten rund 19 Divisionen mit rund 300.000 Soldaten, die gemäß den Vorgaben der Militärmission ausgebildet wurden. Darüber hinaus sah der Plan eine Verschlankung und zahlenmäßige Verkleinerung der Divisionen vor, um mehr Mittel für Ausrüstung und Modernisierung freizusetzen. Von diesen reformierten Divisionen wurden vor dem Krieg zehn aufgestellt. Aufgrund der mangelnden industriellen Basis wurde auf Motorisierung und Mechanisierung verzichtet. In ganz China gab es 1937 nur rund 3000 militärisch genutzte Kraftfahrzeuge. Die Luftstreitkräfte der Republik China umfassten bei Kriegsbeginn rund 300 Flugzeuge.
1935 formulierte Chiang eine nationale Verteidigungsstrategie gegen Japan. Angesichts der militärischen Schwäche, aber der größeren Fläche, Ressourcenreichtums und Bevölkerungszahl Chinas avisierte Chiang einen defensiven Abnutzungskrieg, der sich vor allem in Nordchina und den Küstengebieten des Landes abspielen werde. Hierfür versuchte die Guomindangarmee, im chinesischen Hinterland die nötige Infrastruktur für den Unterhalt zu schaffen. Bezüglich der Munitionsproduktion von Infanteriewaffen besaß China eine ausreichende einheimische Produktion. An Artilleriegeschützen und schweren Waffen herrschte ein deutlicher Produktionsmangel. Die daraus resultierende Abhängigkeit von ausländischen Wehrmitteln, die von verschiedenen Nationen bezogen wurden, sorgten hier für sehr große logistische Probleme. Einheimisch produzierte Modelle wie z. B. Gebirgsgeschütze waren von minderer Qualität und Leistung, was deren taktische Verwendung deutlich einschränkte. Ebenso war die einheimische Waffenproduktion nicht standardisiert, was wiederum die logistischen Probleme vervielfachte. Der chinesische Staat gab 1937 mit 65 % die Mehrheit seines Staatshaushaltes für das Militär aus. Die Umsetzung des Aufrüstungsplans erfolgte aufgrund finanzieller Probleme, politischer Instabilität und mangelnder industrieller Kapazitäten im Land nur unvollständig. Insbesondere die moderne Ausbildung und Beübung der Truppen konnte nur zu einem Bruchteil umgesetzt werden.
Das japanische Heer umfasste 1937 in der Friedensstärke rund 247.000 Soldaten und Offiziere, gegliedert in 17 Divisionen. Hinzu kamen vier unabhängige Panzerregimenter. Eine Vollmotorisierung und Mechanisierung der Truppe war aufgrund der mangelnden industriellen Basis nicht möglich. Der Großteil der Transport- und Logistikaufgaben erfolgte durch Lasttiere und Schienenverkehr. Jedoch verfügte jede Division über eine motorisierte Gruppe mit rund 200 bis 300 Automobilen und rund fünfzig leicht gepanzerten Militärfahrzeugen. Die japanische Heeresluftwaffe verfügte über 520 kampfbereite Flugzeuge und weitere 500 in Reserve. Die Marineluftwaffe verfügte über 600 Flugzeuge in land- und trägergestützten Verbänden. Die Flotte besaß vier Flugzeugträger, einer befand sich zu Kriegsbeginn in Reparatur, sowie über zwei Flugzeugmutterschiffe.
In einem 1932 formulierten Kriegsplan formulierte der japanische Generalstab mehrere Bedarfspläne für Konfliktfälle in China. Für die Niederschlagung von örtlich begrenzten Kämpfen in Nordchina wurden zwei zusätzliche Divisionen vom Festland eingeplant. Die Sicherung des Zugangs von See nach Peking wurde der Garnisonsarmee China zugedacht, welche mit 1.700 Soldaten in Tianjin stationiert war. Um diese Aufgabe zu erfüllen, sollte sie um eine Division verstärkt werden. Der Kriegsplan für den als unwahrscheinlich wahrgenommenen Fall einer ernsthaften militärischen Konfrontation mit China umfasste den Einsatz der in der Mandschurei stehenden Kwantung-Armee, die in Nordchina verstärkt durch zehn Divisionen vom Festland operieren sollte. Zwei weitere Divisionen waren vorgesehen, strategisch wichtige Punkte an der Küste Zentralchinas zu besetzen. Der Plan wurde 1937 um das Ziel erweitert, die fünf nördlichsten Provinzen Chinas zu besetzen. Die Truppen zur Besetzung einzelner Punkte Zentralchinas wurden auf drei Divisionen aufgestockt und sollten Schanghai erobern, um von dort auf die Hauptstadt der Guomindang, Nanjing, vorzugehen.

## Verlauf

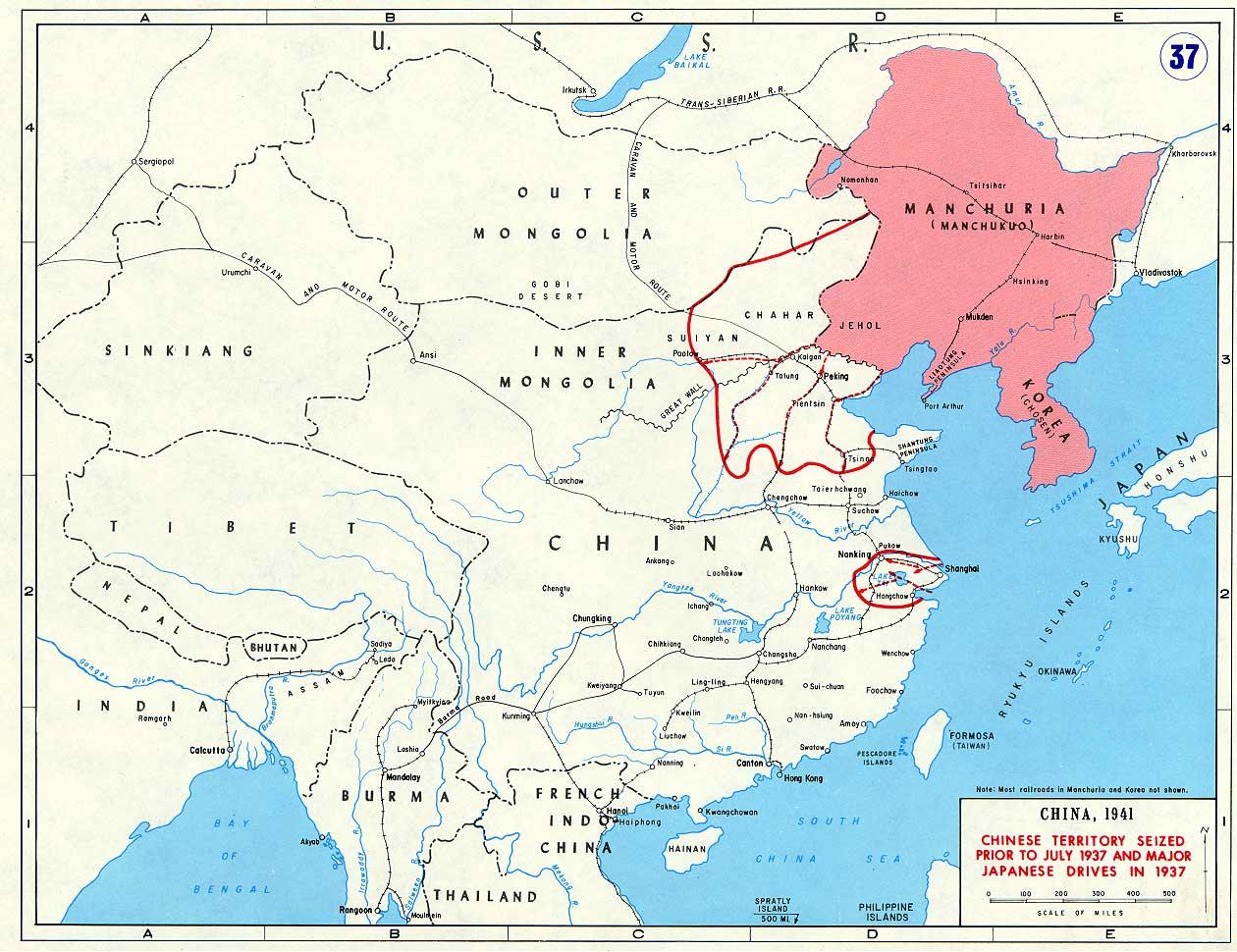
Kriegsverlauf 1937

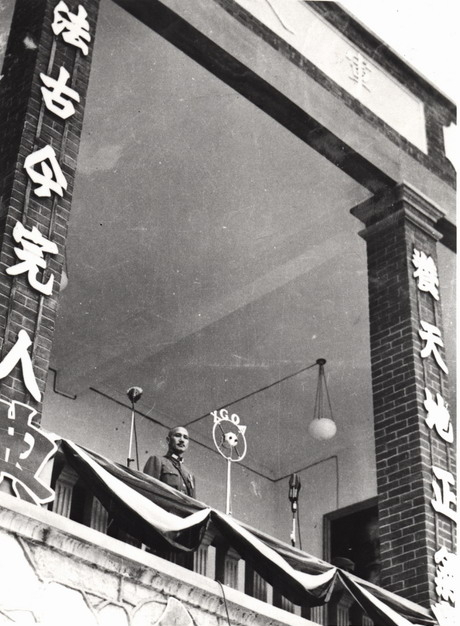
Drei Tage nach dem Zwischenfall an der Marco-Polo-Brücke verkündet Chiang Kai-shek den Widerstand gegen Japan

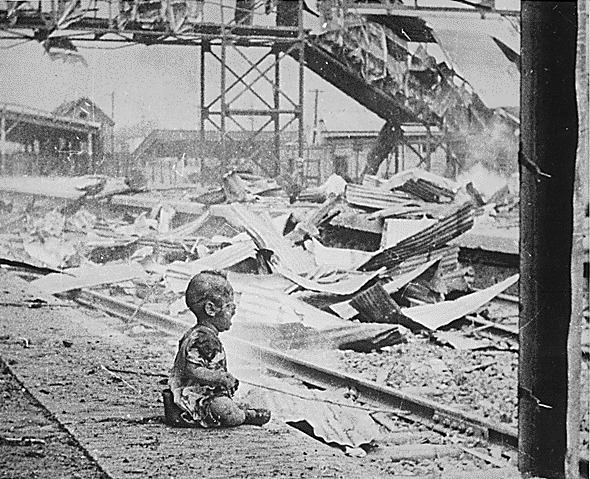
Schreiendes Kleinkind nach einem Bombenangriff auf Shanghai, 28. August 1937

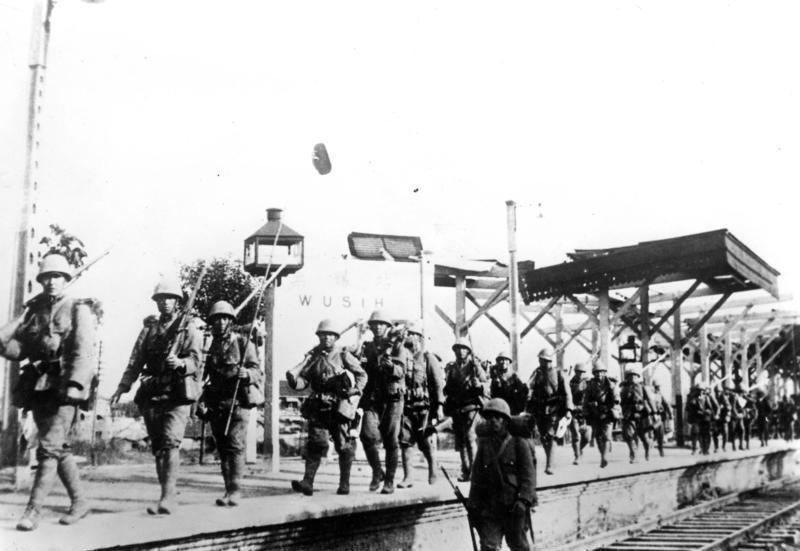
Japanische Reserve auf dem Marsch längs der Eisenbahnlinie nach Nanjing auf der Station Wuxi vor Nanjing, Dezember 1937

Am 7. Juli 1937 kam es zum Zwischenfall an der Marco-Polo-Brücke, bei dem sich japanische und chinesische Soldaten Feuergefechte lieferten. Ob dieser Vorfall von Japan provoziert wurde, ist umstritten. Mit diesem Vorfall begann der Zweite Japanisch-Chinesische Krieg. Die Japaner rechneten mit einem schnellen Sieg, doch die zweite Schlacht um Shanghai dauerte unerwartet lange und forderte zahlreiche Opfer. Etwa 200.000 japanische und eine unbekannte Zahl chinesischer Soldaten waren dabei in einen erbitterten Häuserkampf verwickelt. Die Verluste waren auf beiden Seiten sehr hoch, auf Seiten der Kuomintang werden sie auf etwa ein Drittel der kampffähigen Soldaten geschätzt. Japan konnte die Schlacht erst Mitte November für sich entscheiden, als die japanische 10. Armee in der Hangzhou-Bucht landete und die chinesischen Truppen einzukesseln drohte.
Am 5. November 1937 unterbreitete die japanische Regierung der chinesischen Regierung das Angebot, den Zwischenfall beizulegen, wenn sich China in Zukunft an die drei vom japanischen Außenminister Hirota Kōki 1934 formulierten Prinzipien hielte. Die Prinzipien waren: 1. Unterdrückung aller antijapanischen Aktivitäten, 2. Anerkennung Mandschukuos und eine freundliche Beziehung zwischen Mandschukuo, China und Japan, 3. Gemeinsamer Kampf gegen den Kommunismus. Die Kuomintang weigerte sich zunächst, in Verhandlungen einzutreten und änderte diese Haltung erst am 2. Dezember. Zu diesem Zeitpunkt hatten die Japaner Shanghai jedoch bereits erobert und die chinesischen Truppen befanden sich auf dem Rückzug. Daher war die japanische Regierung nicht mehr bereit, den Konflikt unter den zuvor genannten Bedingungen beizulegen, sondern stellte deutlich härtere Forderungen, nämlich die Demilitarisierung Nordchinas und der Inneren Mongolei, die Zahlung einer Entschädigung und den Aufbau von politischen Strukturen, die das Zusammenleben von Mandschukuo, Japan und China regeln sollten. Diese Bedingungen wies die chinesische Regierung zurück.
Um den 8. Dezember erreichten die japanischen Truppen Nanjing, die Hauptstadt der Kuomintang. Sie schlossen die Stadt ein und warfen Flugblätter ab, welche die Verteidiger zur Übergabe aufforderten. Die Japaner bombardierten Nanjing bei Tag und bei Nacht. Am 12. Dezember um 17 Uhr befahl der chinesische Stadtkommandant den Rückzug der Truppen. Der Rückzug verlief ungeordnet. Die Soldaten entledigten sich ihrer Waffen und Uniformen. Zum Teil überfielen sie Zivilisten, um an zivile Kleidung zu gelangen. Die Panik ergriff auch die Bevölkerung, und so versuchten Soldaten und Zivilisten, zum Jangtsekiang zu fliehen. Dabei wurden sie sogar von eigenen Truppen beschossen. Am Jangtsekiang standen kaum Transportmittel zur Verfügung, so dass ein Abtransport der Truppen kaum möglich war. Bei den panischen Versuchen, die Boote zu besteigen, ertranken viele Menschen in dem kalten Fluss.
Am 13. Dezember besetzten die japanischen Truppen Nanjing. In dem darauf folgenden, drei Wochen andauernden Massaker von Nanking (nach Pinyin: „Massaker von Nanjing“) wurden vermutlich mehr als 300.000 chinesische Zivilisten und in Zivil gekleidete Soldaten ermordet. Chiang Kai-shek ließ den Regierungssitz vorläufig nach Wuhan am Jangtsekiang verlegen.
Viele chinesische Kommandeure fürchteten einen Angriff der japanischen Truppen und räumten daher ihre Gebiete. Da die chinesische Industrie und das Militär unterentwickelt waren und der Bürgerkrieg eine einheitliche Führung und Entwicklung unterdrückte, konnte die chinesische Armee die japanischen Truppen nicht in einer großen Feldschlacht angreifen. Stattdessen versuchte sie in der ersten Phase des Krieges, Industrie und große Truppenteile zu verlegen, um so Streitkräfte aufbauen zu können, mit denen sie den japanischen Truppen entgegentreten konnten. Mit kleineren Angriffen, Häuserkämpfen in den Städten und unter Ausnutzung des großen Gebietes wurde versucht, den Vormarsch der Japaner zu bremsen. Ab 1938 wurde die Taktik des magnetischen Krieges eingesetzt. Dabei sollten die japanischen Truppen an bestimmte Positionen (die als Magnet dienen sollten) gelockt werden, wo sie leichter angreifbar wären oder wo zumindest ihr Vormarsch verlangsamt werden könnte.
Im Januar 1938 verkündete die japanische Regierung nach dem endgültigen Scheitern von Verhandlungen, dass sie die nationale chinesische Regierung auslöschen werde. Japan entschloss sich zu einer Offensive in Richtung Wuhan. Um diese Offensive zu ermöglichen, sollten zunächst die wichtigsten Eisenbahnknotenpunkte im Norden erobert werden. Um die Stadt Xuzhou als wichtigen Knotenpunkt einnehmen zu können, versuchten die japanischen Soldaten zunächst, die chinesische Garnisonsstadt Tai’erzhuang zu erobern. Die chinesischen Truppen ließen die Japaner jedoch in eine Falle laufen und kesselten sie in der Schlacht um Tai’erzhuang ein. Nach chinesischen Angaben fielen etwa 30.000 japanische Soldaten. Dies war die erste größere Niederlage der Japaner in diesem Krieg. Zwar konnte die Stadt in einem zweiten Anlauf am 19. Mai erobert werden und auch die Schlacht um Xuzhou ging siegreich für die Japaner aus, aber der Mythos von der Unbesiegbarkeit Japans war gebrochen. Die chinesischen Truppen hatten es versäumt, den Überresten der japanischen Truppen nachzustellen, ansonsten hätte eine erneute Offensive gegen die Städte wohl noch länger gedauert. Die japanische Regierung machte im April 1938 mobil und verstärkte ihre Truppen somit beträchtlich.
Am 9. Juni 1938 ließ Chiang Kai-shek die Dämme des Gelben Flusses aufbrechen und das Land überfluten. Er hoffte, dass dies den japanischen Vormarsch bremsen würde. Am 11. Juni durchbrach der Gelbe Fluss seine Ufer zwischen Kaifeng und Zhengzhou und ergoss sich in der Folge in die Provinzen Henan, Anhui und Jiangsu, sein altes Flussbett suchend. Da die Zivilbevölkerung nicht gewarnt wurde, starben etwa 890.000 Chinesen, 4.000 Dörfer und 11 Städte wurden zerstört sowie etwa 12 Millionen Menschen obdachlos. Dadurch veränderte sich sogar der komplette Flussverlauf, bis die Deiche am 15. Mai 1947 repariert wurden. Die Überflutungen bewirkten aber eine monatelange Unterbrechung der japanischen Kampagne gegen Wuhan.

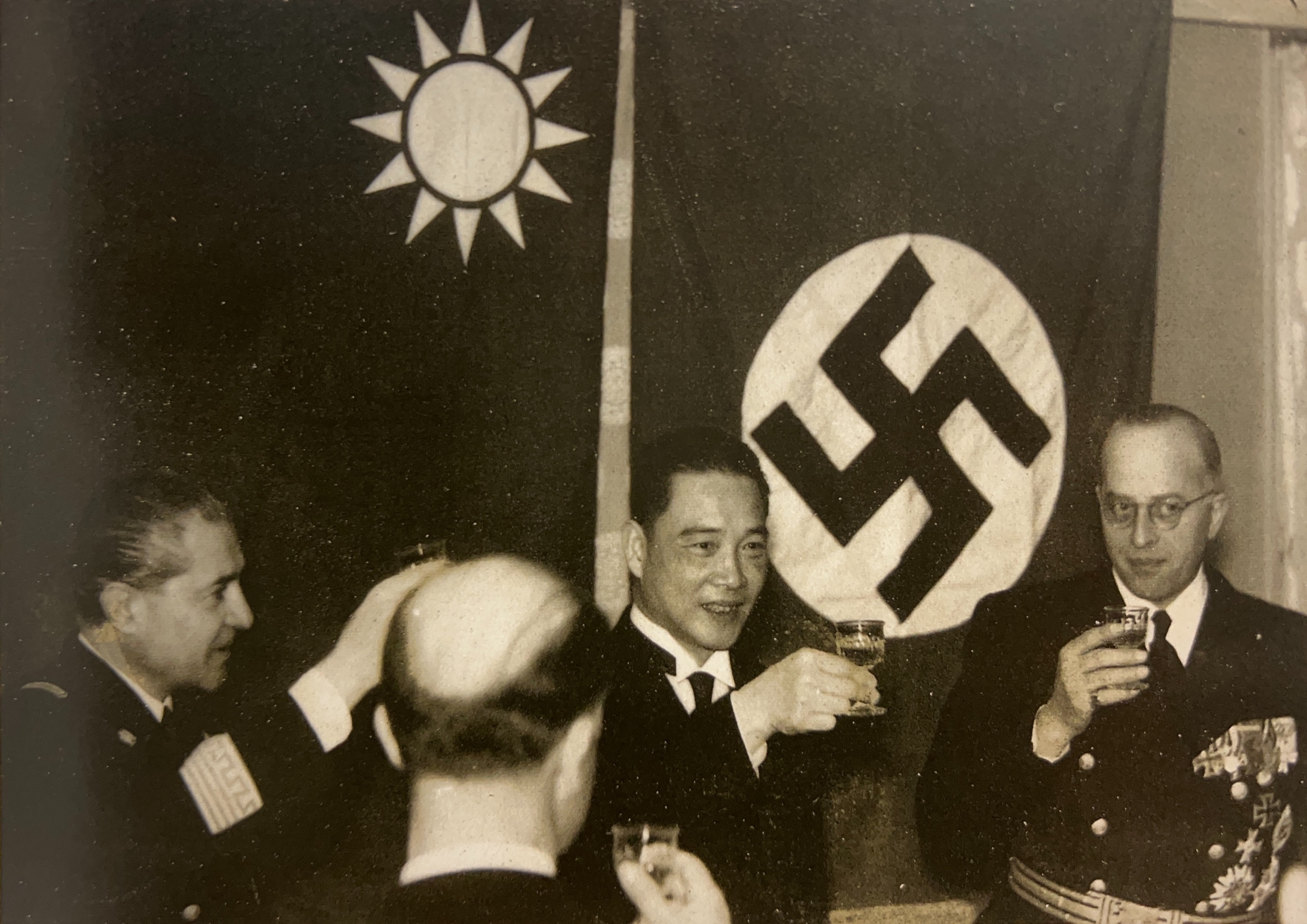
Wang Jingwei, der Vorsitzende der durch Japan eingesetzten chinesischen Regierung, zusammen mit dem deutschen Botschafter Heinrich Georg Stahmer

Am 25. Oktober eroberten die Japaner Wuhan unter großen Verlusten. Kurz darauf gelang die Eroberung Kantons, ohne auf größeren Widerstand zu stoßen. Der japanische Generalstab hatte gehofft, dass China sich nun geschlagen geben würde. Diese Vorstellung war jedoch weit von der chinesischen Strategie entfernt. Da die Kapitulation nicht erfolgte, wurde den japanischen Strategen bewusst, dass der Krieg deutlich länger als geplant andauern würde. Neue chinesische Hauptstadt wurde das entfernte Chongqing. Chongqing stand jedoch nicht unter Kontrolle der KMT, sondern wurde von Bandenchefs beherrscht. Die Japaner bombardierten die Stadt ununterbrochen, bis die Chinesen mit sowjetischer Hilfe eine halbwegs effektive Luftabwehr einrichten konnten. Danach flogen sowjetische und chinesische Piloten sogar vereinzelte Gegenangriffe bis nach Taiwan.

Die Kriegssituation im Jahr 1940:
Unter japanischer Herrschaft im Jahr 1930
Ehemals chinesisches Territorium unter japanischer Herrschaft im Jahr 1940

Die Japaner hatten weder den Willen noch die Möglichkeiten, China zu verwalten. Deshalb setzten sie im März 1940 eine Marionettenregierung unter Wang Jingwei in Nanjing ein, um die japanischen Interessen zu vertreten. Wang Jingwei war zuvor Vizegeneral Chiang Kai-sheks gewesen, jedoch am 18. Dezember 1938 aus Chongqing geflohen. Angesichts der Brutalität der Japaner war das Marionetten-Regime in der Bevölkerung extrem unpopulär.
Die kommunistische Partei unter Mao Zedong war 1935 vor der Kuomintang im Langen Marsch nach Yan’an geflohen und baute dort nun eine neue Basis auf. Im Gegensatz zu der üblichen kommunistischen Strategie schloss sie sich auch mit den Großgrundbesitzern und den Mittelständlern zusammen. Milde Reformen trugen dazu bei, auch die arme Landbevölkerung auf die Seite der Kommunisten zu ziehen. Es wurde eine antijapanische Universität gegründet, in der Maos Lehren unterrichtet wurden, aber auch eine militärische Ausbildung erfolgte. Die Kommunisten führten einen intensiven Guerilla-Krieg, auf den die Japaner mit der Zerstörung von Dörfern und der Tötung von Mitgliedern der kommunistischen Partei reagierten.
1938 verfügte die Kuomintang über rund 600.000 bis 700.000 Guerillakämpfer. Die nationalistische Guerillabewegung war zentral von der Armee gelenkt und konzentrierte sich vor allem in Zentralchina. In Nordchina kam es auch vor, dass Truppen der dortigen Warlords diese Rolle übernahmen.
1940 erreichten die Kämpfe eine Pattsituation. Japan hielt den östlichen Teil Chinas besetzt und litt unter Guerilla-Attacken. Den Rest Chinas teilte sich die Kuomintang unter der Führung von Chiang Kai-shek mit Mao Zedongs kommunistischer Partei.
1941 zerbrach die Einheitsfront, nachdem es immer wieder zu Kämpfen zwischen Kuomintang und Kommunisten gekommen war. Die Japaner verfehlten indessen trotz der Eroberung Birmas und der Sperrung der Burmastraße nach Chongqing ihr Ziel, Chongqing vom Nachschub abzuschneiden. Zwar wurde eine nationalchinesische Gegenoffensive in Burma vereitelt, doch die Alliierten richteten stattdessen von Indien aus die Ledo-Straße nach Chongqing ein.
Am 13. April 1941 schloss Japan mit der Sowjetunion einen Friedens- und Freundschaftsvertrag, den japanisch-sowjetischen Neutralitätspakt. Japan war eher bereit, einen Krieg gegen die USA und das Vereinigte Königreich in Kauf zu nehmen, als auf die Rohstoffvorkommen Süd-Indochinas zu verzichten.

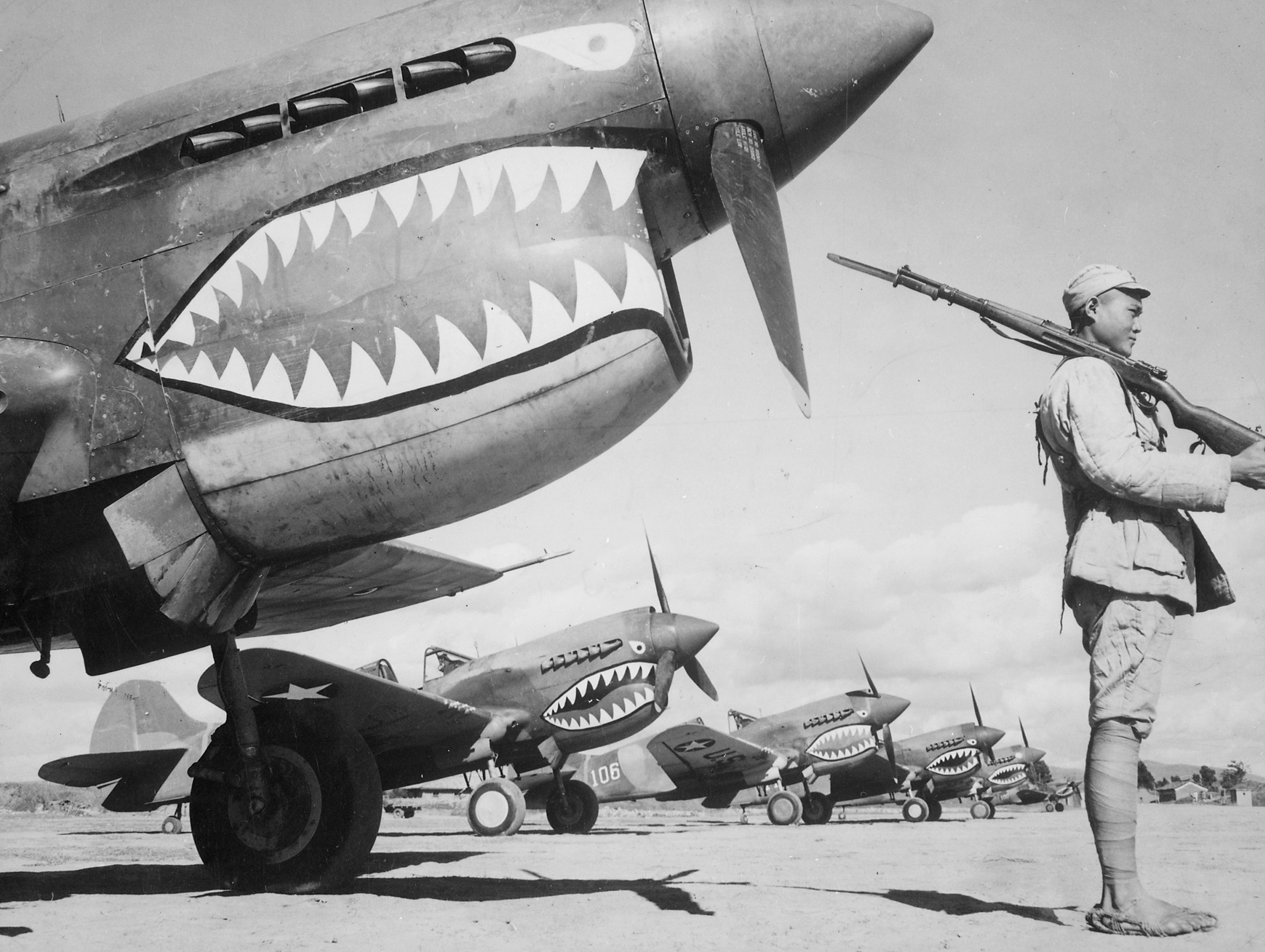
Curtiss P-40E der 75th Fighter Squadron, 23rd Fighter Group in Hengyang, Juli 1942. Die Maschinen gehörten vorher zur 2nd Pursuit Squadron der Flying Tigers.

Die USA blieben anfänglich neutral. Nach Berichten über japanische Kriegsverbrechen wie dem Massaker von Nanking und dem Panay-Vorfall schlug die Stimmung in der Öffentlichkeit jedoch um. So konnte die US-Regierung ein Stahl- und Öl-Embargo gegen Japan verhängen und die nationalchinesische Fraktion militärisch unter anderem mit den Flying Tigers unterstützen. Die Maßnahmen erfolgten auch aus geopolitischen und wirtschaftlichen Gründen, da die USA keinesfalls die Hegemonie Japans in Ostasien akzeptieren wollten. Ihre Interessen in China und auf den Philippinen waren direkt bedroht. Außerdem bedrohte eine japanische Vorherrschaft in Ostasien die dortige Position der europäischen Kolonialmächte Großbritannien, Frankreich und Niederlande. Das Embargo machte es für die Japaner unmöglich, ihre Aktionen in China fortzusetzen und führte in der Folge zum Angriff auf Pearl Harbor.
Nach diesem Angriff erklärten China und die USA Japan offiziell den Krieg. Dieser weitete sich nun auf den ganzen pazifischen Raum aus, da Japan gezwungen war, auch auf anderen Kriegsschauplätzen zur Sicherung von Rohstoffquellen zu kämpfen.
Am 9. Dezember 1941 erfolgte die Kriegserklärung Chinas an Deutschland, Italien und Japan. Bis dahin hatte China auf eine Kriegserklärung verzichtet, weil dies Japan völkerrechtlich eine Blockade aller chinesischer Häfen erlaubt hätte und somit die chinesische Versorgung auf dem Seeweg unterbrochen hätte und teilweise auch weil eine offizielle Kriegserklärung wegen des US-amerikanischen Neutralitätsgesetze die amerikanische Unterstützung gefährdet hätte. Das von den Japanern in Nanjing eingesetzte Marionettenregime (Neuorganisierte Regierung der Republik China) unter Wang Jingwei erklärte 1943 seinerseits den USA und Großbritannien den Krieg. 1944 gingen die Japaner nochmals zur Offensive über und schufen eine fragile Landverbindung zwischen ihren Eroberungen in Nord- und Südchina.

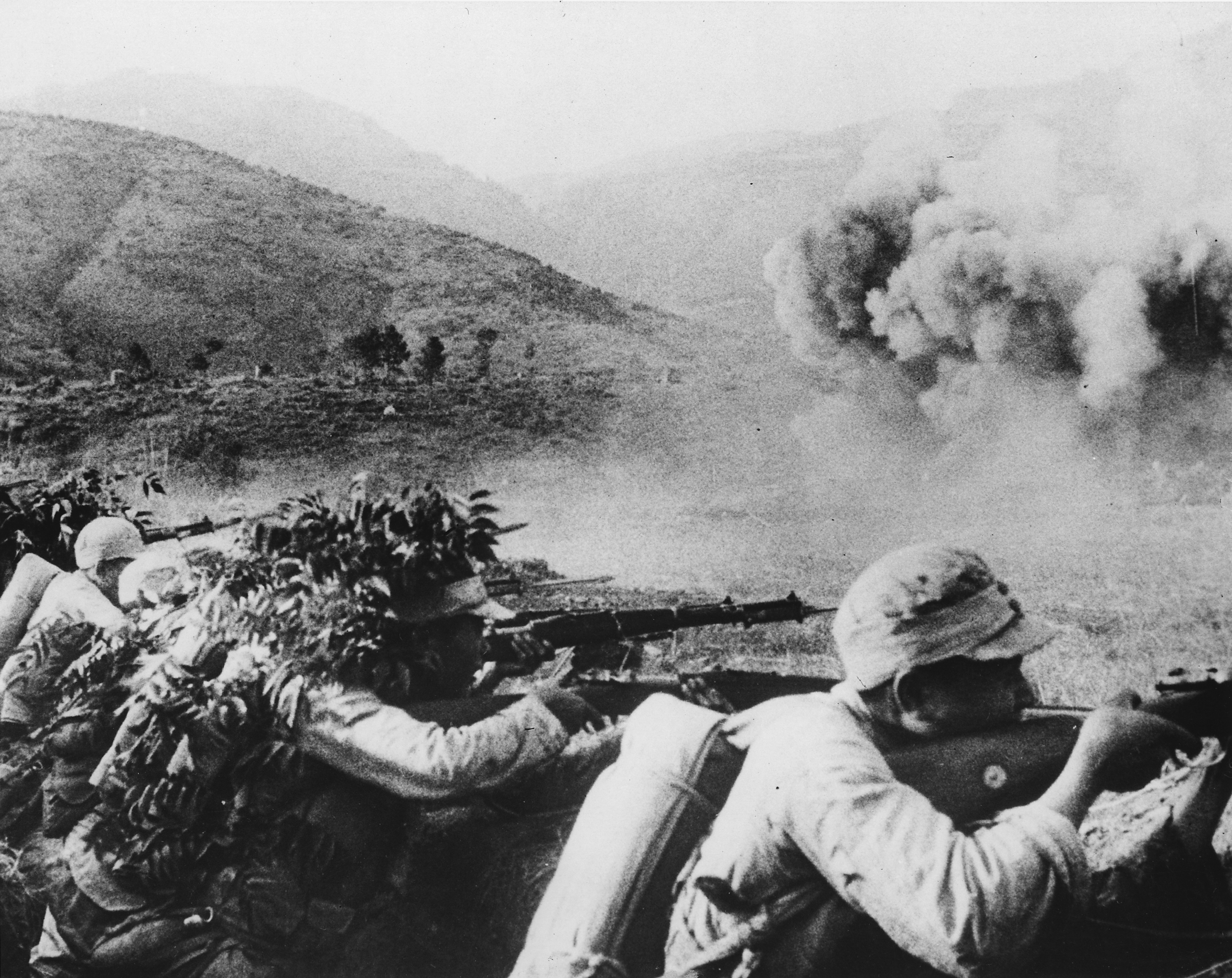
Schlecht ausgerüstete chinesische Soldaten wehren einen japanischen Angriff mit über 50.000 Soldaten am Salween-Fluss nahe Birma ab

Der amerikanische General Joseph Stilwell, der in China gelebt hatte und daher Mandarin sprach, wurde der Kuomintang zur Unterstützung zur Seite gestellt. Er versuchte, die nationalchinesische Armee neu zu organisieren. Erst 1945 begann eine nationalchinesische Gegenoffensive.
Kuomintang und Kommunisten gewannen zunehmend die Kontrolle über die ländlichen Gebiete, während Japan die Städte und die Hauptverkehrswege an der Ostküste besetzt hielt.
Am 8. August 1945 erklärte die Sowjetunion Japan den Krieg und marschierte mit über einer Million Soldaten in die Mandschurei ein (siehe Operation Auguststurm).
Im Sommer 1945 gingen die Kriegsparteien davon aus, dass sich der Weltkrieg noch mindestens ein Jahr hinziehen würde, bis die USA ihn durch den Abwurf der Atombomben auf Hiroshima und Nagasaki schlagartig beendeten. Japan kapitulierte am 15. August 1945; die japanischen Truppen in China ergaben sich offiziell am 9. September 1945 mit der Unterzeichnung des Kapitulationsvertrags in Nanjing. Zur Entwaffnung der Japaner waren bereits am 28. August nationalchinesische Truppen nach Birma und Indochina geschickt worden. Vietnam war nördlich des 16. Breitengrades bis 1946 von chinesischen Truppen besetzt.

## Internationale Unterstützung

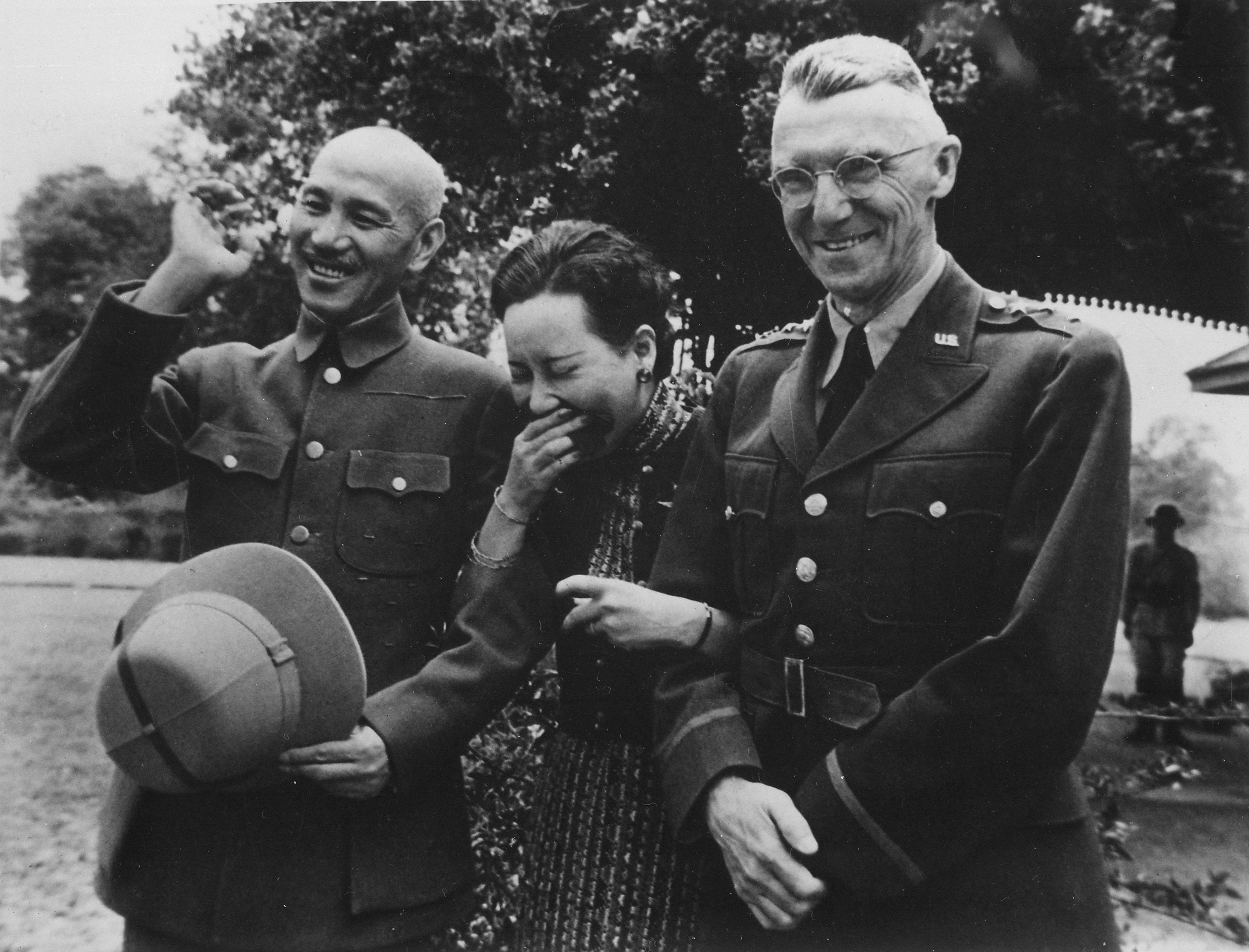
Chiang Kai-shek mit seiner Frau Song Meiling und Lieutenant General Joseph Stilwell

Die Beziehungen zwischen Deutschland und China waren vor dem Krieg sehr gut. Deutsche Militärberater (beispielsweise Hans von Seeckt) unterstützten die Modernisierung der chinesischen Armee und bildeten Truppen aus, welche die späteren Elitetruppen der chinesischen Armee wurden. Ein Großteil der Waffen wurde aus Deutschland importiert. Zu Beginn des Krieges hoffte China, dass Deutschland Japan Einhalt gebieten oder zumindest sich bemühen würde, die militärischen Maßnahmen abzuschwächen. Das nationalsozialistische Deutschland hatte sich jedoch auf Japan als aussichtsreicheren Bündnispartner festgelegt. So erkannte Deutschland Ende 1937 Mandschukuo als Staat an.
Die Sowjetunion unterstützte die chinesischen Truppen, da sie die japanische Expansionspolitik in Asien fürchtete. So war Russland bereits 1904/1905 beim Russisch-Japanischen Krieg mit einer eigenen Expansionspolitik in Asien durch Japan abgewiesen worden. 1938 begann ein bewaffneter Grenzkonflikt in der Mandschurei zwischen Japan und der Sowjetunion. Selbst der nationalchinesischen Regierung der Kuomintang stellte die Sowjetunion Panzer, Flugzeuge und Piloten unter der Bedingung zur Verfügung, dass sie nicht gegen die Sowjetunion eingesetzt würden. Von 1937 bis zum deutsch-sowjetischen Nichtangriffspakt 1939 lieferten die Sowjets über eine Luftbrücke von Alma-Ata nach Lanzhou 985 Flugzeuge, 82 Panzer, 1317 Geschütze und vieles andere mehr. Bis 1940 waren unter dem Kommando von P. N. Anissimow 3665 Sowjetsoldaten unter anderem als Piloten, Bodenpersonal und bei der Luftabwehr im Einsatz. Die Sowjetunion unterstützte auch auf politischer Ebene China und versuchte, im Völkerbund Sanktionen gegen Japan zu bewirken.
Großbritannien versuchte sich wegen der Probleme in Europa aus einem Konflikt mit Japan herauszuhalten. Die USA unterstützen die Kuomintang ab 1941 militärisch mit den Flying Tigers. Diese bildeten eine Einheit freiwilliger US-Piloten zur Luftunterstützung chinesischer Truppen. Claire Chennault, ein Major a. D. des US Army Air Corps, leitete die Gruppe und rekrutierte 100 Piloten und 200 Mann Bodenpersonal von den US-Streitkräften und besorgte 100 Curtiss-P-40-Kampfflugzeuge. Auch die Aufstellung einer Bombereinheit war geplant, wurde aber nach Pearl Harbor eingestellt.
Während des Zweiten Weltkrieges wurde China offiziell von den Alliierten unterstützt und die USA errichteten Flugbasen auf chinesischem Gebiet, von denen aus später Japan bombardiert wurde. Die USA unterstützten China von 1941 bis 1945 mit über fünf Milliarden US-Dollar. Die Bürgerkriegsparteien lagerten viele Waffen ein, da sie sich auf einen Entscheidungskampf im Bürgerkrieg vorbereiteten.
Das US-Finanzministerium stand den Geldzahlungen wegen der hohen Korruption skeptisch gegenüber; nur aufgrund Chiang Kai-sheks Drohung, einen Separatfrieden mit Japan abzuschließen, wurden die Zahlungen gewährt.

## Kriegsverbrechen
Die Japaner begingen während der Besetzung Chinas schwere Kriegsverbrechen. Nach der Besetzung Nanjings kam es zu einem Massaker in der Stadt, bei dem nach Schätzungen bis zu 300.000 Menschen ermordet wurden. Es wurden Dörfer geplündert, um die Truppen zu ernähren, und auch niedergebrannt, vor allem in der Phase, als die Chinesen zum Guerillakrieg übergingen.
Die Japaner zwangen Frauen aus China, Korea und weiteren Ländern, als Prostituierte in den Kriegsbordellen zu arbeiten. Diese Frauen wurden euphemistisch Trostfrauen genannt.
Mit der Einheit 731 unterhielt Japan eine Einrichtung für die Forschung an biologischen und chemischen Waffen, die schwere Kriegsverbrechen beging. So wurden chinesische Kriegsgefangene und Zivilisten für Menschenversuche missbraucht und biologische Waffen in mehreren Fällen eingesetzt. Japan setzte auch Senfgas und Arsenverbindungen ein.

## Opferzahlen und Folgen

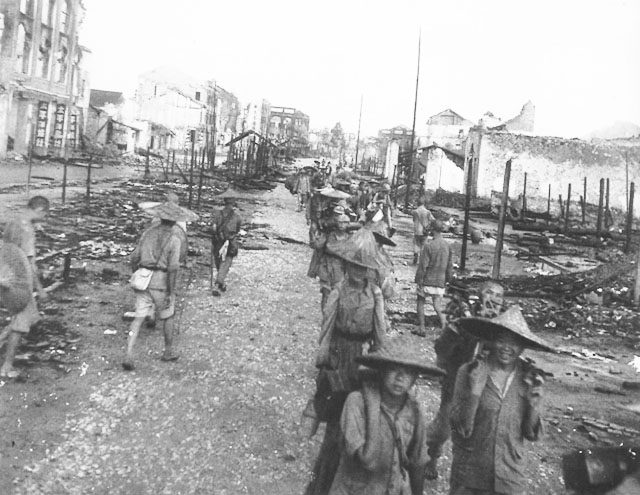
Die Chinesen kehren nach Liuchow zurück, Juli 1945

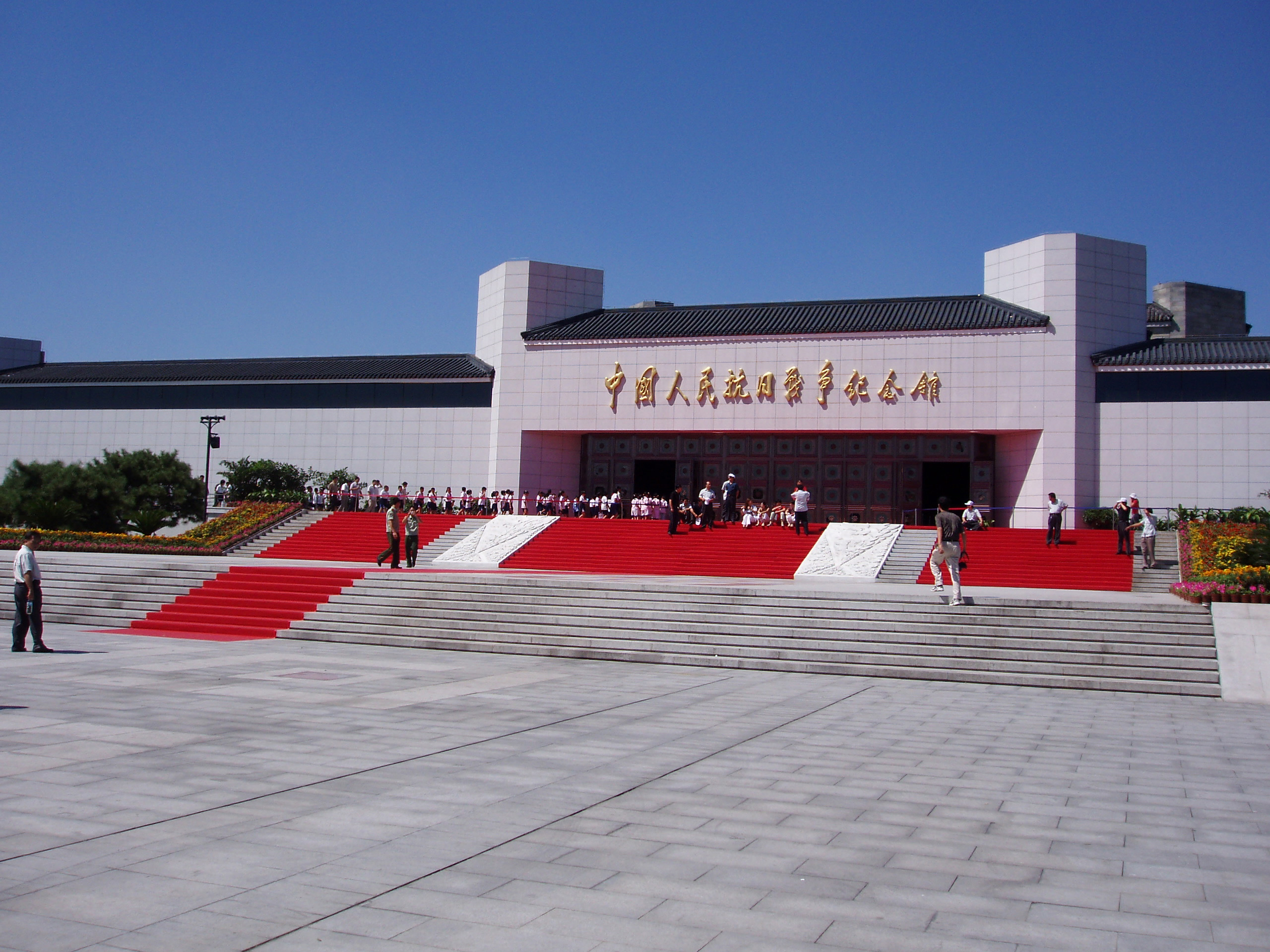
Museum für den Antijapanischen Krieg in Peking

Am 9. September 1945 kapitulierten die japanischen Einheiten in China, nachdem Japan bereits am 14. August 1945 kapituliert hatte.
So wie es die Alliierten im Friedensvertrag von San Francisco beschlossen hatten, fielen die Mandschurei zurück an China und Korea wurde ein unabhängiger Staat. Außerdem verzichtete Japan auf seine Ansprüche auf Taiwan und die Pescadores-Inseln. In den Dokumenten wird formell aber nicht erklärt, welche Nationen Souveränität über diese Gebiete erlangen sollen. Nur die Ryukyu-Inseln (heute Okinawa) erhielten nicht die versprochene Unabhängigkeit zurück.
Die Kuomintang kämpften in 22 Schlachten, in denen auf jeder Seite mehr als 100.000 Soldaten beteiligt waren, und in über 40.000 kleineren Gefechten, von denen in über 1000 Gefechten auf jeder Seite über 50.000 Soldaten beteiligt waren. Die Kommunisten vermieden größere Kämpfe, um ihre Kräfte für einen vorhersehbaren Kampf um China gegen die Kuomintang zu schonen und zu vergrößern; die meisten militärischen Aktivitäten waren Guerilla-Angriffe in ländlichen Gebieten, vor allem in Nord-China. Die einzige Ausnahme davon war die Hundert-Regimenter-Offensive, die ohne Zustimmung von Mao durchgeführt wurde. Die Japaner hatten insgesamt ca. 1,1 Millionen Gefallene, Verletzte und Vermisste. Die Chinesen verloren 3,22 Millionen Soldaten, 9,13 Millionen Zivilisten starben bei Kämpfen und 8,4 Millionen Zivilisten verloren ihr Leben bei nicht-militärischen Zwischenfällen. China erlitt einen finanziellen Schaden von 383 Milliarden US-Dollar; dies war mehr als das 50fache des Bruttosozialprodukts Japans zu dieser Zeit. Der Krieg verursachte eine Anzahl von 95 Millionen Flüchtlingen. Vor dem Krieg war das Kräfteverhältnis 60:1 für die Kuomintang gegen die Kommunisten, danach nur noch 3:1, was Zweifel an der kommunistischen Propaganda aufkommen lässt, die behauptet, dass die Japaner von den Kommunisten mit allen Mitteln bekämpft wurden.
Am 29. September 1972 wurde in Peking ein gemeinsames Kommuniqué von Japan und der Volksrepublik China unterzeichnet. Mit dem Kommuniqué wurden Beziehungen zwischen Japan und der VR China eröffnet und beide Staaten erklärten einen Verzicht auf Reparationen.
Der Bürgerkrieg ging nach der Kapitulation Japans weiter. Viele Menschen starben in Kämpfen oder an Hunger und unzureichenden Lebensverhältnissen, weil keine geregelte Verwaltung existierte.
Die Sowjetunion, die in Vereinbarung mit China im Jalta-Abkommen in die Mandschurei einmarschiert war, baute in den besetzten Gebieten massiv die Industrie ab und half der kommunistischen Partei, sich der zurückgelassenen Waffen der japanischen Truppen zu bedienen. Die kommunistische Partei war während des Krieges von 100.000 Mitgliedern (1937) auf über 1,2 Millionen (1945) angewachsen und konnte die Kuomintang bis 1949 auf dem Festland besiegen; die Kuomintang floh mit ihren Anhängern nach Taiwan.
Bis heute gibt es in der chinesischen Bevölkerung tiefe anti-japanische Ressentiments. Dies ist unter anderem eine Folge der japanischen Vergangenheitsbewältigung: So werden Kriegsverbrechen bis heute geleugnet oder heruntergespielt und beteiligte Einheiten mit Ehrenmahnmalen ausgezeichnet.
Im April 2005 kam es zu Ausschreitungen gegen japanische Einrichtungen, weil Japan Schulbücher einführen wollte, die die japanischen Kriegsverbrechen als „Zwischenfall“ verharmlosten.

## Einfluss auf Innenpolitik Japans und Militarisierung des Staates
Der Krieg, der jetzt nationsweite Mobilisierung verlangte, setzte politische Umwälzungsprozesse in Gang. So wurden das Elektrizitätsgeschäft verstaatlicht, flächendeckende, nationale Krankenversicherung eingeführt, im Heer ein umfassendes Politikprogramm, Zehnjahresplan für integrale Staatspolitik, erstellt und „Vereinigung zur Unterstützung des kaiserlichen Systems“ (Taisei Yokusankai) gegründet, wobei alle politischen Parteien sich auflösten.

## Geschichtsschreibung und Erinnerungskultur
Nach dem Sieg der Kommunisten im chinesischen Bürgerkrieg sparte die offizielle Geschichtsschreibung der Volksrepublik China große Teile des Geschehens aus. Die Niederlage Japans wurde der Führung Maos zugeschrieben. Der Beitrag der Nationalisten und Kommunisten außerhalb Maos Kontrolle wurde verschwiegen oder stark heruntergespielt. Die Opfer, welche die Bevölkerung unter nationalistischer Kontrolle erbracht hatte, wurden verschwiegen, unter anderem auch das Massaker von Nanking. Nach der Öffnung Chinas zum Westen und dem Tod von Mao und Chiang setzte sich eine liberale Linie der Geschichtsschreibung durch. Diese manifestierte sich in den 80er-Jahren zuerst in neuen staatlichen Museen. So wurde 1985 in Nanjing ein Gedächtnismuseum für das Massaker eingeweiht. 1986 kam mit Die große Schlacht von Taierzhuang (Xue zhan Taierzhuang) ein Film in die Kinos der Volksrepublik, welcher die Erfolge der Nationalisten thematisierte. Das Massaker von Nanjing wurde mehrmals filmisch verarbeitet. Ab den 1990ern wurde die Rolle der Nationalisten und auch der Kollaborateure mit Japan frei diskutiert. Ab dem 21. Jahrhundert wurden vor allem in Chongqing Erinnerungen an die Zeit als Hauptstadt im Krieg durch öffentliche Institutionen gefördert. So wurde auch Chiangs alter Landsitz nahe Chongqing restauriert und zum Museum über Chiang umgewidmet.
In der westlichen, geschichtswissenschaftlichen Literatur setzte sich bis in die 1970er-Jahre die Erzählung durch, dass die Nationalisten aufgrund Ignoranz, Korruption und politischer Unfreiheit dabei versagt hätten die Ressourcen Chinas trotz US-amerikanischer Hilfe ausreichend gegen Japan zu mobilisieren. Die Literatur des einundzwanzigsten Jahrhunderts hinterfragt dieses Geschichtsbild und beschreibt die Probleme der Kuomintang im Kontext einer überwiegend agrarischen Gesellschaft, die sich gegen das industrialisierte Japan verteidigt.

## Künstlerische Rezeption
- Die nach China geflüchtete, österreichisch-jüdische Autorin Susanne Wantoch handelt in ihrem Exilroman Nan Lu. Die Stadt der verschlungenen Wege (1948) vom Zweiten Japanisch-Chinesischen Krieg.[12] Die Handlung kreist um die Studentenschaft einer chinesischen Provinzuniversität, die auf der Flucht vor den japanischen Besatzern Bücher und Laborwerkzeuge mit sich führt, damit der Universitätsbetrieb trotz der dramatischen Verhältnisse nicht zum Stillstand kommt.
- Auf den Kriegsausbruch hinaus läuft auch die Handlung von Vicki Baums Roman Hotel Shanghai (1939).[13] In dessen Mittelpunkt stehen die Schicksale von neun Menschen, die über verschiedene Wege in einem noblen Hotel in Shanghai unterkommen, unmittelbar bevor die ersten Bomben auf die Stadt fallen.
- Das Drama Das zweite Gesicht (1942) von Mark Siegelberg spielt im besetzten Shanghai während des Zweiten Japanisch-Chinesischen Kriegs. Die Handlung läuft zeitlich auf den Ausbruch des Pazifikkriegs nach dem Angriff auf Pearl Harbor vom 7. Dezember 1941 hinaus, als die USA, die bis dahin neutral gewesen waren, in den Krieg eintraten.[14] Das bis heute unaufgeführt gebliebene Stück kreist um eine Gruppe ausländischer Diplomaten und Journalisten, die sich in der antifaschistischen Propaganda engagiert. Die japanischen Besatzer gehen gewaltsam gegen die Dissidenten vor und verüben ein Bombenattentat auf deren Rundfunkstation, dem einer der Journalisten zum Opfer fällt. Daraufhin werden die Journalisten aus Sicherheitsgründen aus Shanghai evakuiert, während die politische Lage im Pazifik eskaliert. Im Finale verkündet die Stimme eines Hörfunksprechers die Kriegserklärung der amerikanischen Regierung an Japan.
- Der Film John Rabe des deutschen Regisseurs Florian Gallenberger aus dem Jahr 2009 schildert, wie sich John Rabe für die chinesische Bevölkerung in Nanking einsetzte.